# Kölan
Kölan är en sjö i Torsby kommun i Värmland och ingår i Göta älvs huvudavrinningsområde.